# Nancy van der Burg
Nancy van der Burg (Delfgauw, 18 mei 1992) is een Nederlands voormalig wielrenster. Ze werd in 2019 Nederlands kampioene voor rensters zonder contract. Ze reed onder andere voor Parkhotel Valkenburg en Jumbo-Visma.

## Carrière
Van der Burg fietste van 2011 tot en met 2016 in de ploeg van Restore-Reppel-SK Bouw. In 2017 ging ze rijden voor Jos Feron Lady Force. Met die ploeg boekte ze een aantal overwinningen zoals de zevende Klimoploop van Ulestraten voor vrouwen. In 2018 kwam ze in de ploeg van Parkhotel Valkenburg. In mei van dat jaar stopte ze daar alweer. In 2019 is ze weer gaan rijden voor Jos Feron Lady Force, zonder contract. Tijdens de Nederlandse kampioenschappen wielrennen op de weg voor vrouwen in het Gelderse Ede, op 29 juni 2019, werd ze zesde. Ze was de hoogst geklasseerde wielrenster zonder contract en kreeg daarom de kampioenstrui en een gouden medaille. In 2020 keerde ze terug bij Parkhotel Valkenburg. In 2021 maakte ze de overstap naar Jumbo-Visma. In dat jaar won ze zilver op het NK op de weg. Na dit seizoen hing ze haar fiets aan de wilgen.
Van der Burg werkt als voedingsdeskundige bij de mannenploeg van Team Jumbo-Visma.

## Palmares

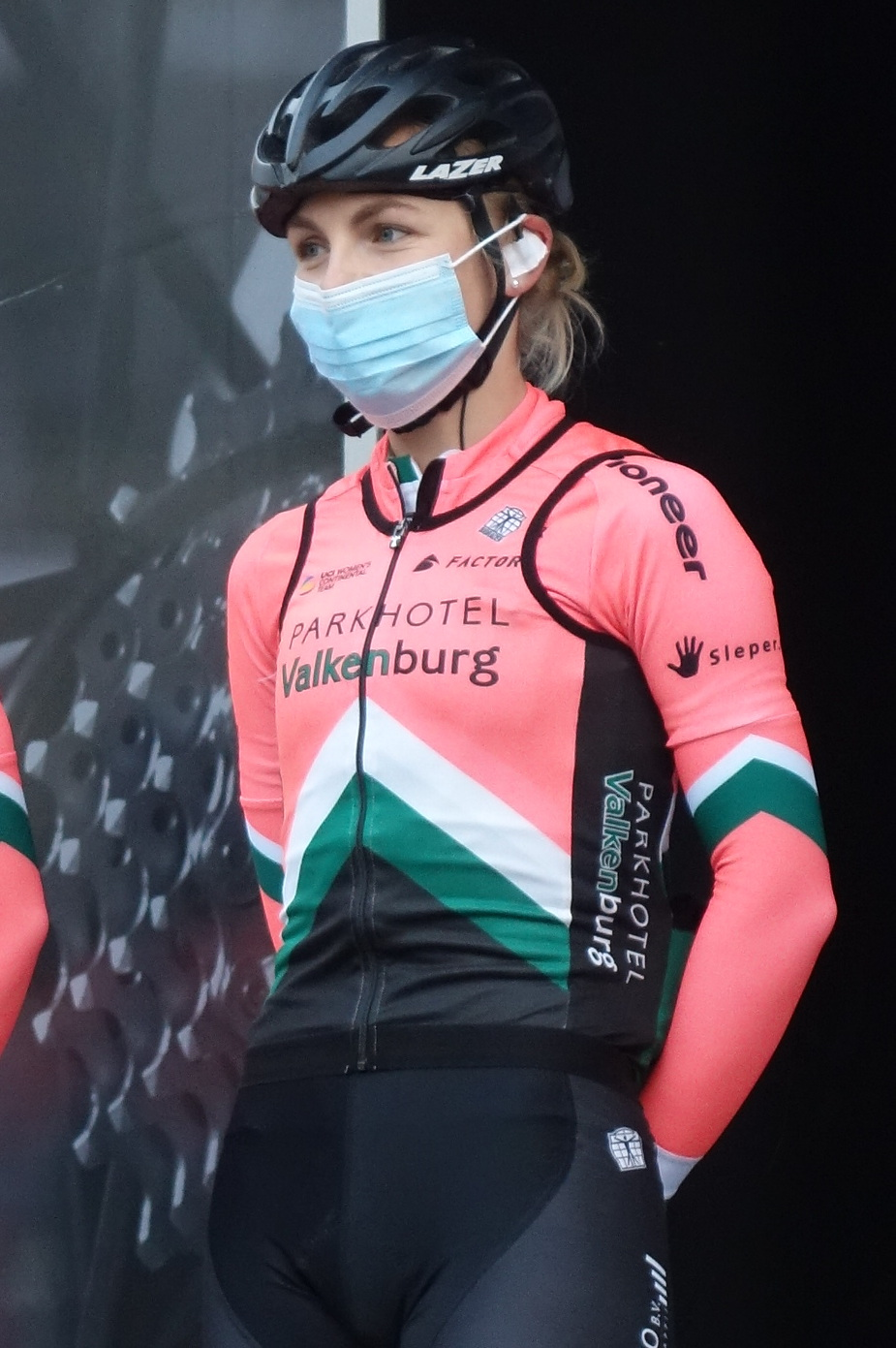
Van der Burg in de Waalse Pijl 2020.

2019
- Nederlands kampioene op de weg (elite zonder contract)

2021
- Nederlands kampioenschap op de weg (elite)